# Karl Christoph Stauber
Karl Christoph Stauber, auch Karl Christian Stauber (* 9. Oktober 1814 in Hof (Saale); † 2. August 1860 in Schweinfurt) war ein deutscher Jurist und Politiker.

## Leben
Als Sohn eines Unteraufschlägers geboren, studierte Stauber nach dem Besuch des Gymnasiums in Hof Philosophie und Theologie, dann Rechtswissenschaften in Erlangen. Während seines Studiums wurde er 1834 Mitglied der Burschenschaft der Bubenreuther. Er wurde zum Dr. iur. promoviert und arbeitete dann ab 1846 als Advokat in Schweinfurt, wo er unter anderem Hauptmann der Stadtwehr und dann Auditor und Hauptmann beim Schweinfurter Landwehrbataillon war. 1851 wurde er Mitglied und Vorstand im Gemeindekollegium, 1852 Landrat. Von 1855 bis 1859 gehörte er der Zweiten Kammer des Bayerischen Landtags als Abgeordneter an. 1859 war im Vorstand des Festkomitees zum Schweinfurter Schillerfest.